# Karl Mummert
Karl Mummert, Vorname häufig in der Schreibweise Carl, Signatur C. Mummert Df. (* 15. März 1879 in Solingen, Rheinprovinz; † 1964 in Düsseldorf), war ein deutscher Porträt-, Landschafts-, Genre-, Jagd-, Industrie-, Figuren- und Stilllebenmaler der Düsseldorfer Schule.

## Leben

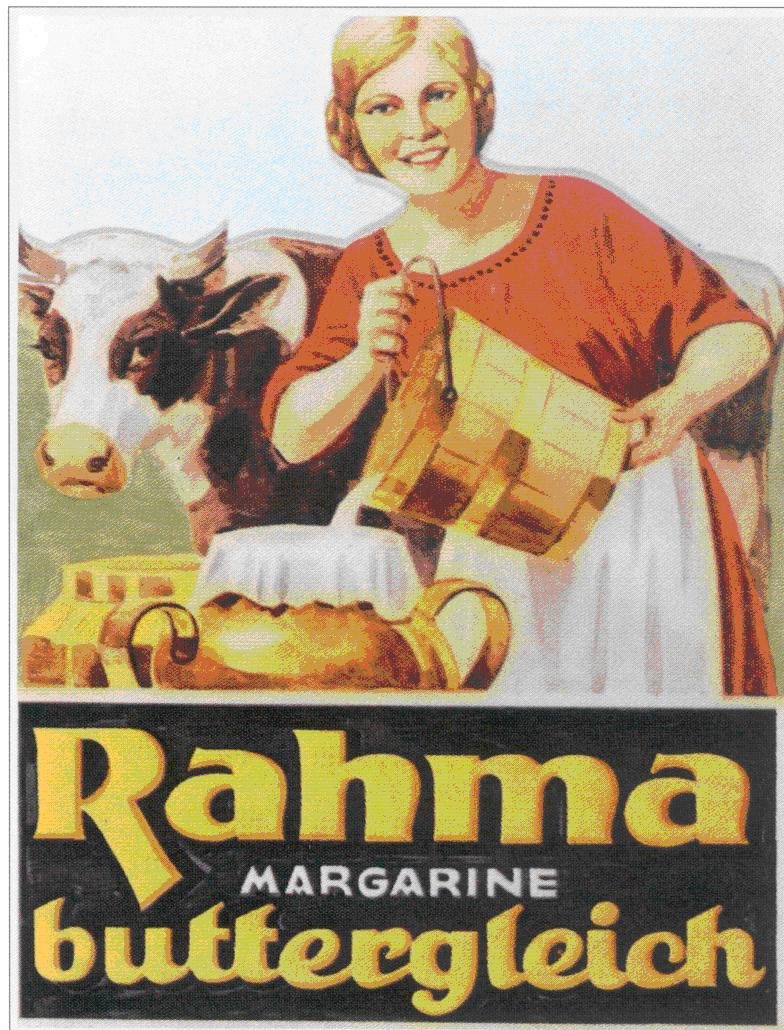
Rahma Margarine buttergleich

1898, im Alter von 19 Jahren, begann Mummert ein Studium der Malerei an der Kunstakademie Düsseldorf, das er 1905/1906 abschloss. Dort waren Willy Spatz und Peter Janssen der Ältere seine Lehrer. 1903 wurde er Stipendiat der Aders-Tönnies-Stiftung. 1906 nahm er im Rahmen des Verbands deutscher Illustratoren an der Großen Berliner Kunstausstellung teil. Er ließ sich in Düsseldorf nieder, wo er an der Lantzallee 7 in Lohausen ein Haus mit gartenseitigem Atelier erbaute, das er bis 1960 bewohnte. Mummert war Mitglied der Allgemeinen Deutschen Kunstgenossenschaft und des Künstlervereins Malkasten und in der Zeit des Nationalsozialismus obligatorisch der Reichskammer der bildenden Künste. Für diese Zeit ist jedoch lediglich seine Teilnahme an der Herbstausstellung Düsseldorfer Künstler 1940 bekannt.
Hauptmotive in Mummerts Werk sind idyllische ländliche Szenen der Bauern und Fischer am Niederrhein, insbesondere in Lohausen und Kaiserswerth, die Jagd sowie Bildnisse Düsseldorfer Persönlichkeiten und Familien. 1939 porträtierte er zum Beispiel den Tierbildhauer Josef Pallenberg (heute ausgestellt im Museum für Naturkunde Schloss Benrath). Als Illustrator arbeitete er für die Industrie, etwa für Düsseldorfer Stahlunternehmen und für die Firma Henkel, und schuf Darstellungen von Pressen, Walzwerken und Gießereien. Als Werbegrafiker entwarf er Plakate sowie Margarine- und Zigarrenlabels. 1924 kreierte er das Rahma-Mädchen.
Mummert war verheiratet mit Clara, geborene Meyer. Die 1908 in Lohausen geborene Tochter des Paars, Hildegard (Hilde) Mummert, heiratete 1930 in Kaiserswerth Siegmund Mann (1891–1954), den letzten Vertreter des Lübecker Zweiges der Familie Mann, einen Urenkel von Johann Siegmund Mann jr. und Ururenkel von Thomas Günther Wunderlich.